# 161号密西西比州州道

161号密西西比州州道（英語：Mississippi Highway 161，MS161）是密西西比州西部的三段州道的合称。其中北段位于沃爾斯，长2.756英里（4.435），中段长6.250英里（10.058），连接了克拉克斯代爾和萊昂，南段长10.866英里（17.487），连接了梅里戈爾德和謝爾比。